# 海登堡
海登堡是德国莱茵兰-普法尔茨州的一个市镇。总面积9.49平方公里，总人口749人，其中男性364人，女性385人（2011年12月31日），人口密度79人/平方公里。